# 2006년 동계 올림픽 불가리아 선수단
2006년 동계 올림픽 불가리아 선수단은 2006년 2월 10일부터 26일까지 이탈리아 토리노에서 열린 2006년 동계 올림픽에 참가한 올림픽 불가리아 선수단이다.

## 메달 집계
| 종목 | 1 | 2 | 3 | 합계 |
| 종목 | ' | ' | ' | '    |
| 종목 | ' | ' | ' | '    |
| 종목 | ' | ' | ' | '    |
| 합계 | ' | ' | ' | '    |